# Ретюнский, Александр Петрович
Александр Петрович Ретюнский (1922—1986) — старший сержант Рабоче-крестьянской Красной Армии, участник Великой Отечественной войны, Герой Советского Союза (1945).

## Биография
Александр Ретюнский родился 23 апреля 1922 года в деревне Старое Бараково (ныне — Рязанская область). После окончания семи классов школы работал автослесарем. В 1940 году Ретюнский был призван на службу в Рабоче-крестьянскую Красную Армию. С октября того же года — на фронтах Великой Отечественной войны. В боях был два раза ранен.
К ноябрю 1944 года гвардии старший сержант Александр Ретюнский командовал телефонным отделением роты связи 3-го гвардейского воздушно-десантного полка 1-й гвардейской воздушно-десантной дивизии 53-й армии 2-го Украинского фронта. Отличился во время Будапештской операции. В ночь с 4 на 5 ноября 1944 года Ретюнский в составе разведгруппы переправился через Тису в районе населённого пункта Тиссаселлеш к югу от венгерского города Тисафюред и проложил линию связи через неё. Во время боёв держал бесперебойную связь, под вражеским огнём оперативно устраняя повреждения кабеля. 10 ноября 1944 года, оказавшись в окружении с пятью товарищами в здании мельницы деревни Бешеньетелек, Ретюнский отказался сдаваться противнику и сражался до подхода подкреплений, нанеся противнику большие потери.
Указом Президиума Верховного Совета СССР от 24 марта 1945 года за «героизм и мужество, проявленные в боях с немецкими захватчиками при форсировании реки Тисса, захват и расширение плацдарма» гвардии старший сержант Александр Ретюнский был удостоен высокого звания Героя Советского Союза с вручением ордена Ленина и медали «Золотая Звезда» за номером 4753.
Участвовал в советско-японской войне. После её окончания Ретюнский был демобилизован. Проживал и работал в городе Реутове Московской области. Скончался 8 февраля 1986 года, похоронен на Николо-Архангельском кладбище Москвы.

Могила Ретюнского на Николо-Архангельском кладбище Москвы.

Был также награждён рядом медалей.